# Anna Todd
Anna Renee Todd (ur. 20 marca 1989) – amerykańska powieściopisarka. Jej powieść After należy do gatunku fan fiction, jest inspirowana brytyjskim boysbandem One Direction. Todd pierwszy tom opublikowała w 2013 za pośrednictwem platformy internetowej Wattpad, gdzie cieszył się dużą popularnością. W maju 2014 podpisała umowę z Gallery Books i kontrakt filmowy z UTW.
Mieszka w Austin w Teksasie.

## Publikacje
- After (2014; wydanie polskie: After. Płomień pod moją skórą, tłum. Agnieszka Myśliwy, Znak literanova 2015).
- After we collided (2014; wydanie polskie: After 2. Już nie wiem, kim bez ciebie jestem, tłum. Krzysztof Skonieczny, Znak literanova 2015).
- After we fell (2014; wydanie polskie: After 3. Ocal mnie, tłum. Agnieszka Myśliwy, Znak literanova 2015).
- After ever happy (2015; wydanie polskie: After 4. Bez siebie nie przetrwamy, tłum. Krzysztof Skonieczny, Znak literanova 2015).
- Before (2015; wydanie polskie: Before. Chroń mnie przed tym, czego pragnę, tłum. Krzysztof Skonieczny, Znak literanova 2015).
- Nothing More (2016; wydanie polskie: Nothing More, tłum. Krzysztof Skonieczny, Znak literanova 2017).
- Nothing Less (2016; wydanie polskie: Nothing Less, tłum. Krzysztof Skonieczny, Znak literanova 2017).
- The Brightest Stars (2018; wydanie polskie: The Brightest Stars. Pożar zmysłów, tłum. Agnieszka Myśliwy, Znak literanova 2019).
- The Brightest Stars — connected (2020; wydanie polskie: The Darkest Moon, tłum. Agnieszka Myśliwy, Znak literanova 2021)[3].
- The Brightest Stars — beloved (2020).